# 朽木紘綱
朽木 紘綱（くつき ひろつな）は、江戸時代後期の丹波国福知山藩の世嗣。官位は従五位下・河内守。

## 略歴
天保6年（1835年）8月、武蔵国金沢藩7代藩主・米倉昌寿（福知山藩8代藩主・朽木昌綱の三男）の五男として誕生。
弘化4年（1847年）1月26日、福知山藩12代藩主・朽木綱張の養子となり、朽木綱張の養女（10代藩主・朽木綱条の娘）を正室とする。嘉永4年（1851年）4月15日、12代将軍・徳川家慶に拝謁する。同年12月16日、従五位下・河内守に叙任する。
嘉永7年（1854年）、家督相続前に早世した。代わって、綱張の長男・為綱が世嗣となり、また為綱は紘綱の妹の恒子を娶った。